# جورج إس. وليامز
جورج إس. وليامز (بالإنجليزية: George S. Williams) هو سياسي أمريكي، ولد في 21 أكتوبر 1877 في الولايات المتحدة، وتوفي في 22 نوفمبر 1961 في نفس البلد. حزبياً، نشط في الحزب الجمهوري. وقد انتخب أمين صندوق الدولة ‏ وانتخب عضو مجلس النواب الأمريكي.